# Suzanne Maudet
Suzanne Maudet, née Suzanne Payraud le 10 novembre 1921 à Argenteuil, département du Val-d'Oise, région Île-de-France et morte le 14 mai 1994 à La Roche-sur-Yon, département de la Vendée, région des Pays de la Loire, est une résistante et une auteure française.
Membre du mouvement Auberge de jeunesse, dépendant de la Ligue française pour les auberges de jeunesse fondée par Marc Sangnier, elle œuvre au début des années 1940 dans la Résistance française intérieure avant d'être arrêtée et déportée. Elle s'évade lors d'une Marche de la mort en avril 1945. Elle relatera par écrit, dès l'année suivante, les circonstances de son évasion sous le titre « Sans haine mais sans oubli ». Le récit ne sera édité qu'en 2004, 10 ans après sa mort, sous le titre « Neuf filles jeunes qui ne voulaient pas mourir ».

## Biographie

### Jeunesse
Son père Louis Payraud (1889-1951) et sa mère Annie Mouchet (1893-1978) sont instituteurs.
Elle fait la connaissance de René Maudet à la Ligue française pour les auberges de jeunesse dès 1943. Elle l'épouse le 24 février 1944 à Montesson (actuel département des Yvelines), se destinant toutefois à des études longues. Celui-ci, co-responsable de la Ligue française pour les auberges de jeunesse pour la zone Nord, participe à la résistance en transmettant aux alliés des informations sur les positions des troupes d'occupation.

### Participation à la Résistance intérieure française

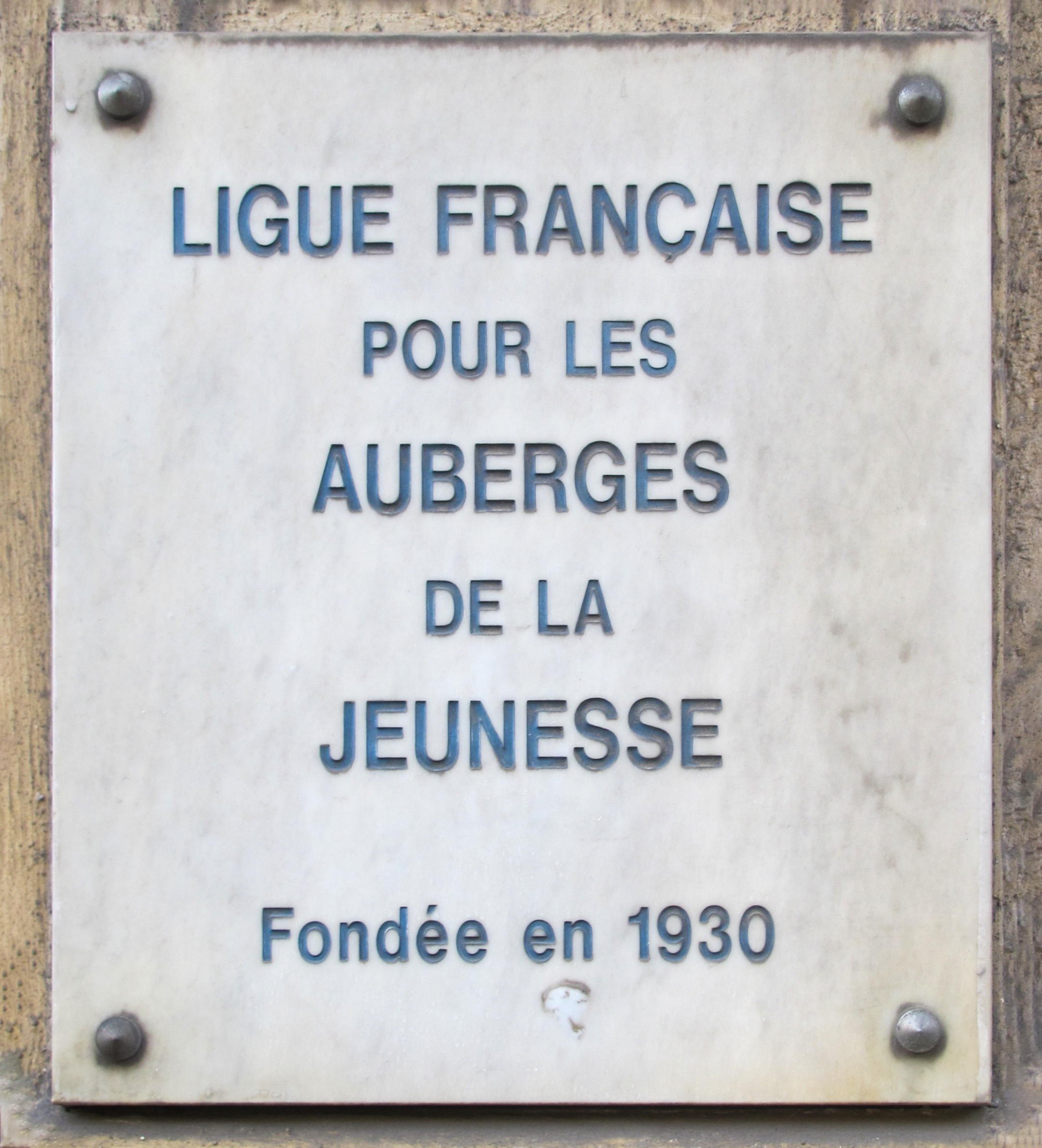
Plaque de la Ligue française, boulevard Raspail à Paris

Au siège de la Ligue française pour les auberges de jeunesse, l'une des missions de Suzanne Maudet consiste à adresser des courriers aux jeunes ajistes partis travailler en Allemagne, dans le cadre du Service du travail obligatoire (STO). Lors d'une permission en France, René était alors chargé de leur proposer le cas échéant, de pouvoir échapper au STO, en leur fournissant de faux papiers et rejoindre ainsi la Résistance.

### Arrestation et déportation
Suzanne Maudet et son mari sont arrêtés le 22 mars 1944 à leur domicile du 10e arrondissement de Paris avec d'autres membres de la Ligue réunis chez eux, sur le motif de « reconstitution de ligue dissoute et aide aux réfractaires au service du travail obligatoire ». Elle est interrogée, torturée et incarcérée à la prison de Fresnes, ainsi que son mari. Son cousin Patrick Andrivet est chargé, par le frère de Suzanne, d'aller prévenir, mais trop tard, Paul Joanny, le trésorier de la Ligue, qui, malade ou empêché, était resté chez lui à la cité-jardin de Suresnes. Celui-ci ne revint jamais des camps de concentration. C'est beaucoup plus tard que Patrick apprit qu'ils avaient été dénoncés par un des membres de la ligue arrêté qui avait parlé sous la torture.

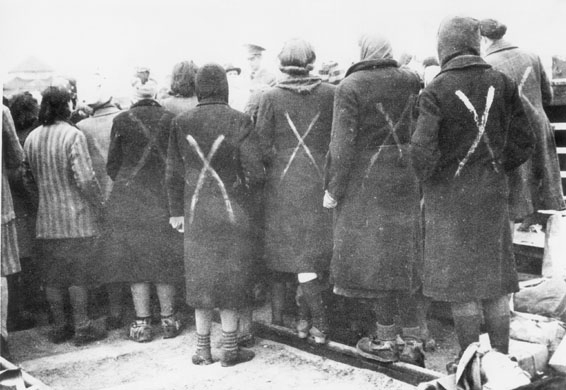
Femmes prisonnières au camp de Ravensbrück (avril 1945)

René est déporté en Allemagne vers le camp de concentration de Neuengamme près de Hambourg, pour effectuer des missions de déminage. Quelques semaines plus tard, le 14 juin 1944 depuis Paris, Suzanne est également déportée en Allemagne vers le camp de Ravensbrück dans le convoi I.227, convoi de femmes principalement composé de résistantes. Dans ce camp, elle y retrouve l'une de ses anciennes camarades de lycée : Hélène Podliasky, également arrêtée pour faits de résistance, dont elle ne séparera plus jusqu'à leur libération. Elle se voit déposséder de sa bague de mariage et reçoit le matricule N° 43203. À son arrivée au camp, un gardien SS la frappe au visage sans raison ce qui lui fait perdre la paire de lunettes qu'elle porte. Celui-ci l'écrase au sol avec ses bottes. Une semaine plus tard, les SS décident de faire supprimer toutes les prisonnières portant des lunettes... En août, elle est transférée, avec ses 8 codétenues, au Kommando Schöenefeld près de Leipzig et est contrainte de travailler, pendant huit mois, dans l'usine HASAG de fabrication d'obus à destination de la Wehrmacht. 

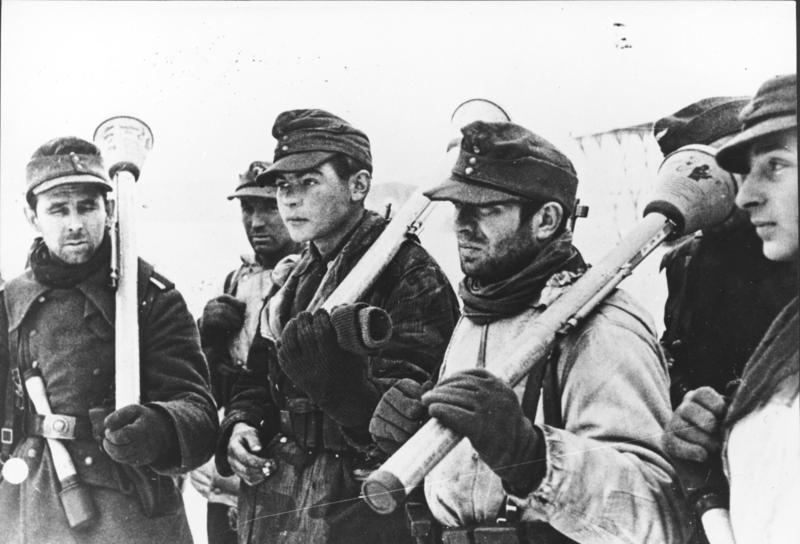
Soldats allemands armés de Panzerfäuste sur le front de l'Est en 1945

Le matricule attribué à Suzanne au sein du Kommando de Leipzig est le 4062. Sur chaque journée travail de 12 heures, l'équipe de son Kommando doit soulever un quota de 50 tonnes de fer. Leur travail consistant à chauffer, dans des forges électriques pendant trois heures à 600 degrés, des coques de fer pour la fabrication de Panzerfaust, puis à les sortir des fours, les charger dans des chariots pour les plonger dans des cuves d'acide. Tout cela sans aucune protection. L'usine fonctionne jour et nuit avec des équipes de jour relayant les équipes de nuit, sauf pendant les périodes de bombardement Alliés, au cours desquels les Kommando doivent descendre aux abris souterrains. Un jour, Suzanne se sentant mal, s'appuie sur le chariot qu'elle venait de charger, qui basculant légèrement, fait rouler la coque rougie vers le côté où celle-ci a posé sa main, lui brulant gravement les doigts. Sa camarade Hélène Podliasky se voit confier la responsabilité de superviser le réglage des thermostats des six forges de l'usine. Elle décide de saboter à plusieurs reprises le chauffage des fours pour fragiliser les coques des obus les faisant se briser, soit lorsqu'ils sont plongés dans les cuves d'acide ou soit lorsqu'ils étaient tirés des Panzerfaust, blessant ou tuant à coup sûr le soldat l'utilisant.
Face à l'avance des troupes alliées, le Kommando est évacué le 14 avril 1945 emmené dans une Marche de la mort vers l'ouest, avec les 5 000 autres femmes du camp. Les prisonnières, toujours encadrées par des soldats SS, divisées en groupes de 1 000 et en sous-groupes de 100, doivent marcher par rang de cinq à travers les villes et villages du land de Saxe. Le 15 avril, à la sortie d'Oschatz, profitant d'un moment d'inattention de leurs gardes, Suzanne Maudet s'échappe de la marche, avec huit autres prisonnières, sur la route en direction du Sud-Ouest, et finissent, après quelques jours d’errance, malades et affaiblies, par rejoindre, le 21 avril 1945, les troupes américaines stationnées dans la ville allemande de Colditz. Ému par l'histoire vécue par les neuf jeunes filles, le commandant décide de les loger dans une maison individuelle réquisitionnée par les troupes américaines, jusqu'à leur départ vers le camp de réfugiés de la Croix-rouge à Grimma le 1er mai, avant leur retour chez elles. Sept des neuf femmes prennent enfin le train qui part pour Paris aux environs du 15 mai, excepté Jacqueline Aubéry et Hélène Podliasky qui décident de rester à Grimma jusqu'à la fin des missions pour lesquelles elle s'étaient engagées sur place. Le parcours du train jusqu'à la gare de l'Est à Paris, qui convoie 1 500 réfugiés, très ralenti par l'état des voies ferrées, dure 6 jours. De là, Suzanne Maudet arrive finalement le 21 mai 1945 à l’hôtel Lutétia. Celle-ci s'enquiert immédiatement du sort de son mari René.
Les éléments détaillés de cette évasion sont racontés dans son livre et dans celui de Gwen Strauss.

### Reprise d'une vie de famille après la guerre

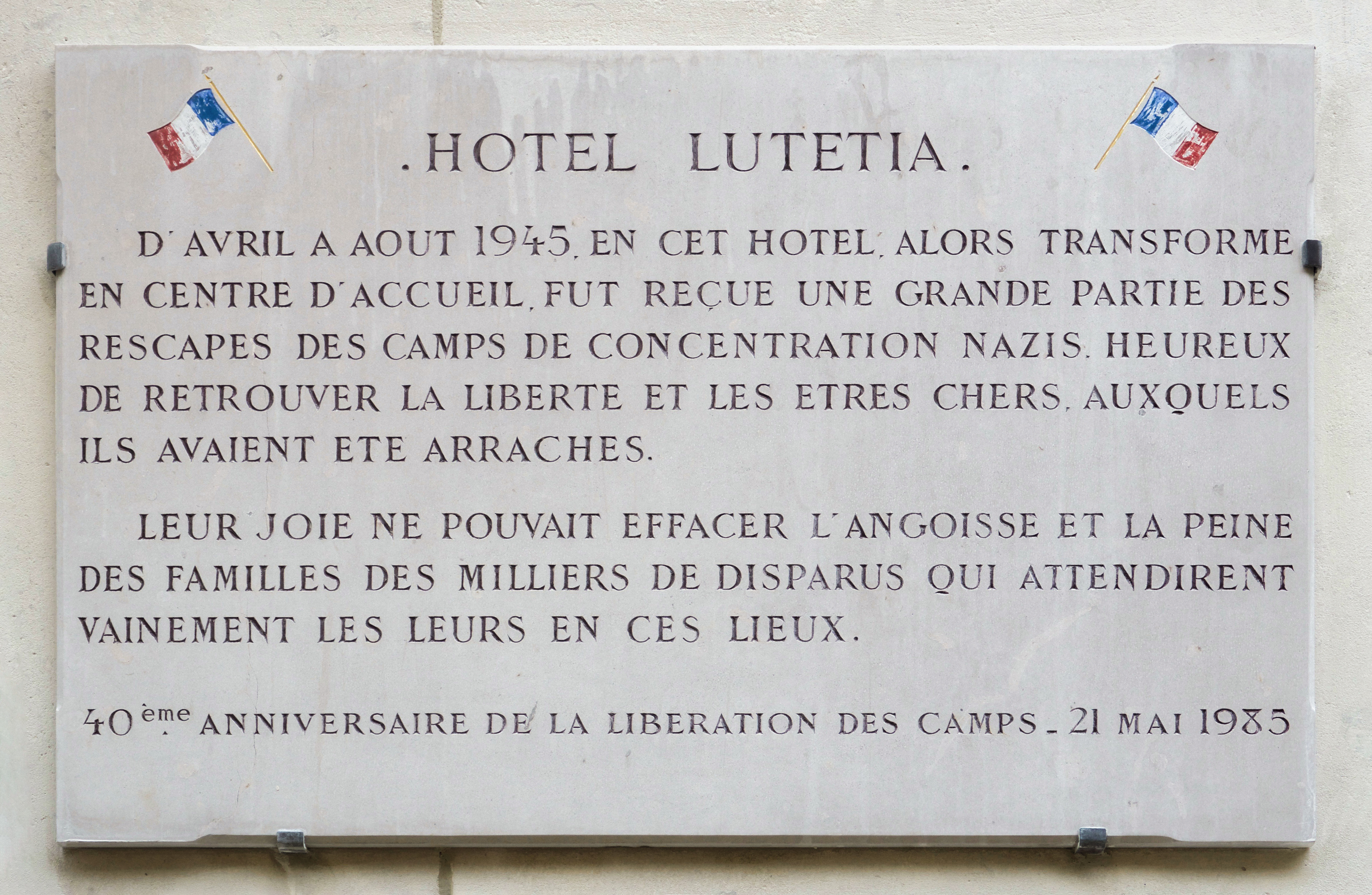
Plaque de l'hôtel Lutetia

Elle retrouve son mari René malade et très affaibli de retour de déportation le 12 juin 1945 à l’hôtel Lutétia. A l'approche des troupes britanniques vers Neuengamme, celui-ci avait été évacué par les SS avec les 9 000 autres prisonniers du camp en direction de Lübeck au bord de la mer Baltique. Les prisonniers furent embarqués sur quatre navires amarrés pendant plusieurs jours sans eau ni nourriture. La Royal Air Force, pensant à tort avoir affaire à des officiels Nazi, bombarda le port de Lübeck le 3 mai. Les survivants, afin de tenter d'échapper aux tirs sautèrent à la mer, certains étant pris pour cibles par l'aviation britannique mais aussi par les SS. Sur les 9 000 prisonniers, seulement 600 survécurent. René faisait partie des survivants et ne regagna la France qu'un mois plus tard.
Le couple emménage à Nantes peu de temps après et donnera naissance à quatre enfants. René Maudet y tient une agence de voyages jusqu'à sa retraite.

### Écriture et diffusion publique du récit
Jouant le rôle d'écrivain public du groupe des neuf, Suzanne Maudet se consacre alors à l'écriture du récit de son évasion : « pour pouvoir la raconter à nos enfants » en s'appuyant sur le tranquille héroïsme de ces jeunes résistantes (Patrick Andrivet). Elle le rédige sur un ton mystérieusement optimiste (Pierre Sauvanet) qui tranche avec les atrocités des camps que le groupe a subi pendant près d'une année. En 1961, elle tente de faire paraître le manuscrit auprès du magazine Marie-Claire, sans succès. Son neveu, le futur universitaire Pierre Sauvanet, qui en fait une saisie informatique en 1992, lui soumet le texte remis en forme et elle accepte que celui-ci puisse bénéficier d'une diffusion plus large. Enfin, son cousin, l'universitaire Patrick Andrivet, soumet le récit à l'avis décisif de l'historien Pierre Vidal-Naquet, qui permet de le faire éditer en 2004 chez Arléa sous le titre : Neuf filles jeunes qui ne voulaient pas mourir, récit de l'évasion de neuf déportées, Leipzig-Colditz, 14-21 avril 1945. Le livre bénéficie d'une nouvelle édition en 2022.
En 1991, l'une des évadées, Madelon Verstijnen (nl), rédige son récit de cette même évasion sous le titre de « Mijn oorlogskroniek : Met de ontsnapping Buchenwald-Colditz 15-21 april 1945 » (Ma chronique de guerre : Avec l'évasion de Buchenwald-Colditz du 15 au 21 avril 1945 - édité à compte d'auteur, non-traduit).
Le documentaire hollandais Les Évadées (Ont Snapt), réalisé en 2009 par Jetske Spanjer et Ange Wieberding, permet de donner une audience plus large au récit de l'évasion des neuf jeunes filles. Il a fait l'objet d'une projection privée sur invitations au cinéma La Pagode de Paris en 2010 en présence des deux réalisatrices et des descendants d'une partie des neufs évadées.
Enfin, grâce à l'enquête approfondie menée par Gwen Strauss, la petite-nièce d'Hélène Podliasky, l'une des neuf survivantes du groupe, son ouvrage relatant plus en détail l'histoire des neuf évadées, parait en 2021 sous le titre The Nine, How a band of daring résistance women escaped from Nazi Germany, aux éditions Manilla Press.
Suzanne Maudet est victime d'une crise d'hémiplégie en février 1963. Après la retraite de René, et malgré la paralysie de Suzanne, le couple voyage souvent à travers le monde, notamment vers les pays du Moyen-Orient.
Elle décède le 14 mai 1994 à La Roche-sur-Yon, à l’âge de 72 ans.

## Distinction
- Croix de guerre 1939–1945, accompagnée de la citation suivante (extrait) : « Excellent agent de liaison ne méritant que des éloges »[14].

## Liens de parenté
Elle était l'arrière-petit-fille du pédagogue Jean-François Nicot, la petite-fille du pédagogue Gaston Mouchet, la nièce du judoka Jean Andrivet, la nièce du linguiste ethnologue Jean Mouchet, la petite-nièce de l'auteur et pédagogue Pierre Estienne, la cousine germaine de l'auteur et universitaire Patrick Andrivet et la tante de l'auteur et universitaire Pierre Sauvanet.

## Œuvre
- Suzanne Maudet (préf. Pierre Sauvanet et Patrick Andrivet), Neuf filles jeunes qui ne voulaient pas mourir : récit de l'évasion de neuf déportées, Leipzig-Colditz, 14-21 avril 1945, Paris, Arléa, 2004, 135 p. (ISBN 2-86959-656-1)
- Suzanne Maudet (préf. Pierre Sauvanet et Patrick Andrivet), Sans haine mais sans oubli, Paris, Arléa, ré-édité en mars 2022, 176 p. (ISBN 9782363082992)